# Stéphane Raoul Pugno
Stéphane Raoul Pugno (Montrouge, 23 giugno 1852 – Mosca, 3 gennaio 1914) è stato un compositore, insegnante e pianista francese.

## Biografia

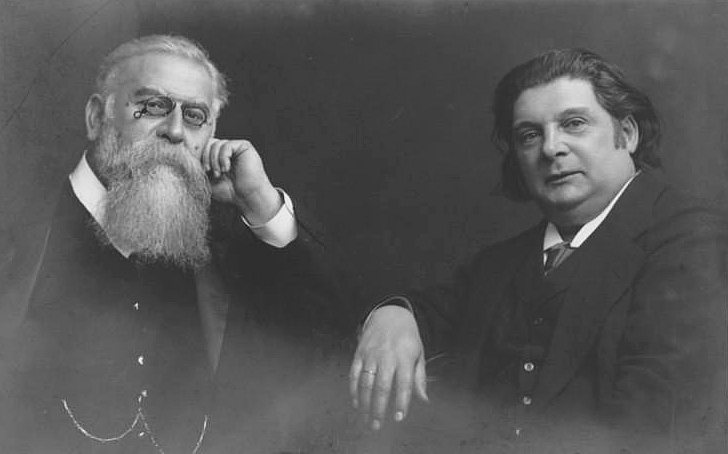
Stéphane Raoul Pugno e Eugène Ysaÿe

Era di origini italiane da parte di padre mentre la madre era originaria della Lorena.
Il suo debutto avvenne all'età di sei anni e grazie all'aiuto del principe Poniatowski riuscì ad entrare alla École Niedermeyer, prima di frequentare il Conservatorio di Parigi dalla età di quattordici anni, dove ricevette lezioni di pianoforte e di teoria musicale da Mathias e Durand.
Vinse un considerevole numero di premi scolastici, quali il Primo premio in pianoforte, in armonia, in solfeggio e per l'organo, però a causa della sua cittadinanza di origine italiana, anche se era già in corso per la francese come oriundo, non gli fu concesso il Prix de Rome.
Di orientamento rivoluzionario, Pugno fu nominato, all'età di diciotto anni, membro della Commissione per l'assistenza all'arte e agli artisti musicali; nella primavera del 1871 ottenne l'incarico di direttore musicale dell'Opéra parigina e alla riapertura del teatro dopo gli eventi correlati alla guerra franco-prussiana, due delle sue opere vennero eseguite.
Tra i suoi tanti incarichi, è stato organista alla chiesa di Santa Eugenia nel periodo che va dal 1872 al 1892, chorus master al teatro Ventador nel 1874, professore di armonia al conservatorio (1892-1896) e professore di piano (1896-1901).
Fino all'età di quaranta anni, Raoul Pugno svolse soprattutto l'attività di pedagogo, dopodiché decise di riprendere la carriera di concertista, ottenendo grandi consensi sia in Europa sia in America.
Come esecutore i suoi autori preferiti sono stati Georg Friedrich Händel, Domenico Scarlatti, Franz Liszt, e soprattutto Fryderyk Chopin.
Si è messo in evidenza sia come solista sia con collaborazioni con altri virtuosi, come i violinisti Eugène Ysaÿe e Lipót Auer, Albéric Magnard, Louis Vierne.
Pugno strinse una grande amicizia con la compositrice e direttrice d'orchestra Nadia Boulanger, con la quale ebbe numerose collaborazioni, come la variegata Fantasia per pianoforte e orchestra, oltreché l'opera La Ville morte su libretto di Gabriele D'Annunzio, che sarà rappresentata all'Opéra comique nel 1915, un anno dopo la sua morte.
Morì durante una tournée in Russia.
Tra le sue composizioni, annoveriamo: oratori (La Résurrection de Lazare); opere comiche (Ninette, Le Sosie, Le Retour d'Ulysse, La Petite Poucette, Papillons, Viviane); mimodrammi (Pour le drapeau) e numerosi pezzi per pianoforte.

## Opere principali

### Opere
- Ninetta, opera comica (Parigi, 23 dicembre 1882);
- Le Sosie, opera-buffa (7 ottobre 1887);
- Le Valet de cœur, operetta (18 aprile 1888);
- Le Retour d'Ulysse, operetta (1º  febbraio 1889);
- La vocation de Marius opera-buffa (29 marzo 1890);
- La Petite Poucette, operetta (1891);
- Tai-Tsoung, opera (1894);

### Musica di scena
- La Ville morte (La città morta) tratto da Gabriele D'Annunzio, ultimata da Nadia Boulanger;

### Balletti
- Les Papillons, (1884);
- La Danseuse de corde, (5 febbraio 1892);

### Oratorio
- La Résurrection de Lazare, oratorio suonato nel 1879 al Concert Pasdeloup.